# Áno Pediná
Áno Pediná (grec moderne : Άνω Πεδινά, avant le 12 mars 1928 : Άνω Σουδενά - Áno Soudená ) est un village du nord ouest de la Grèce, situé sur le flanc occidental du mont Tymphée, au centre de la région de Zagori, à 35 kilomètres de Ioannina.

## Histoire

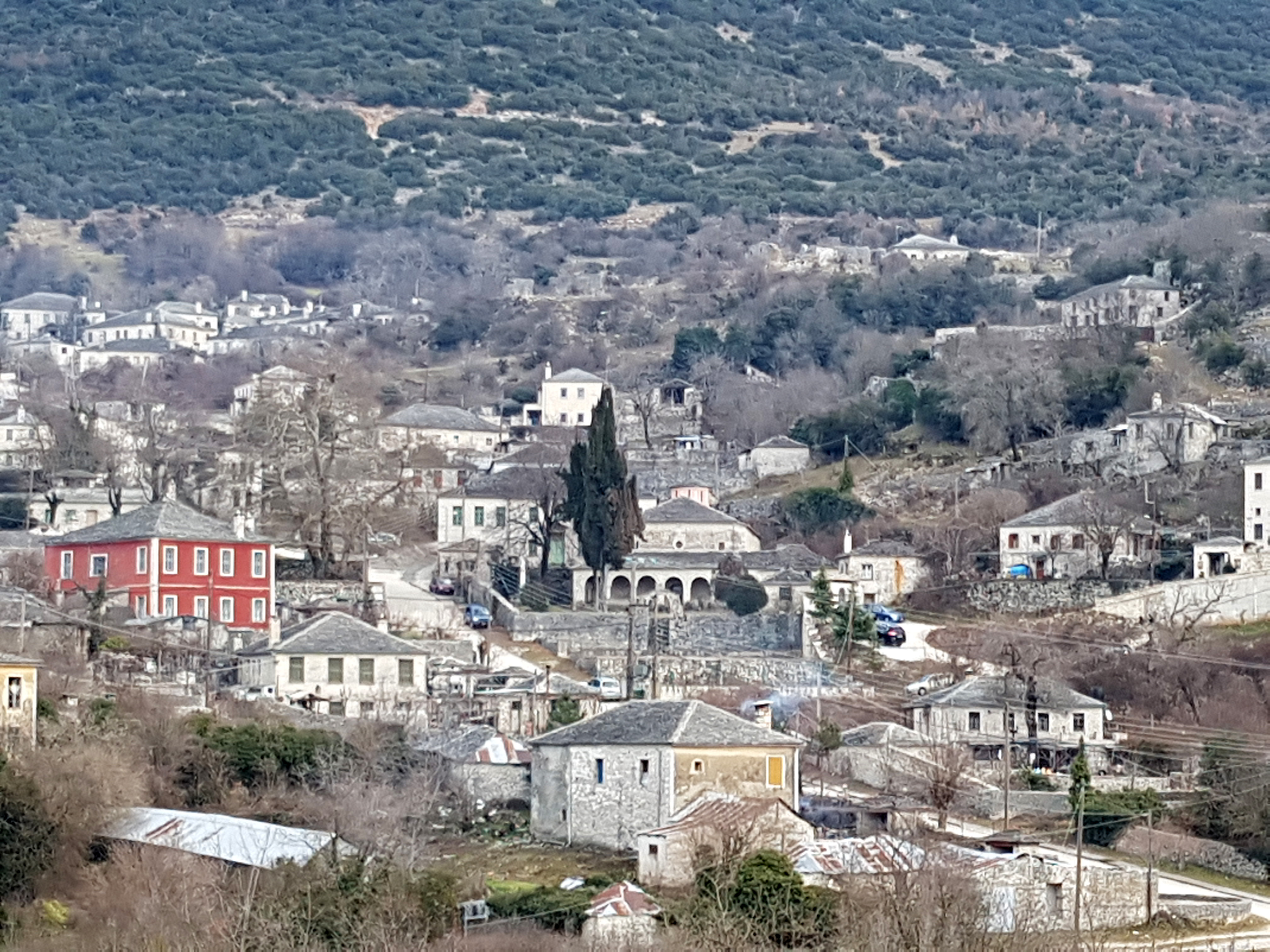
Áno Pediná en 2017. Anciennement Áno Soudená

Le village est mentionné dans une bulle d'Or de l'empereur serbe Syméon Paléologue datée de janvier 1361 (soit 1362, l'année ne commençant pas en janvier à l'époque), d'authenticité douteuse,. 
Il existe deux monastères et de nombreuses églises dans le village : 
- le monastère d’Evangelístria, le plus ancien et le plus grand, situé à l'entrée du village. Il fut restauré en 1786 après, mais aussi en réaction à la construction du second en 1750[5].
- le monastère d'Ágia Paraskevi[6], situé au Nord-Est du village, on y accède par un chemin de terre autrefois carrossable. Elle est encore fermée au public pour restauration en avril 2019, on ne peut la visiter qu’une fois par an (fin juin).
- la Basilique Ágios Dimitrios, 1793 située dans le village en face de la maison du médecin du village (celle-ci devenue successivement l'Internat des jeunes filles et, actuellement, une pension hôtel).
- autres églises : Ágios Giorgos, Ágios Soutirou, …

## Notables
- Neophytos Doukas, prêtre, humaniste (1760-1845)
- Lazaros Papaioannou, peintre
- Ioannis Lambridis, docteur, philosophe, historien